# Rue Saint-Éloi (Liège)
Pour les articles homonymes, voir Rue Saint-Éloi.
La rue Saint-Éloi est une rue du quartier d'Outremeuse à Liège en Belgique (région wallonne).  

## Situation
Située à mi-chemin entre la rive droite de la Meuse et la place de l'Yser, cette rue plate et rectiligne d'une longueur d'environ 120 m relie la très ancienne chaussée des Prés au boulevard Saucy qui est le résultat du comblement du biez de Saucy en 1876.  

## Odonymie
La voirie doit son nom à Isabelle de Saint-Éloi qui était une propriétaire habitant la rue au XVe siècle. La rue s'est appelée rue de Sanct-Éloy au XVIIe siècle et rue de Saint-Éloy au XVIIIe siècle.

## Architecture
Deux immeubles du début XXe siècle sont repris à l'inventaire du patrimoine culturel immobilier de la Wallonie :
- la maison Corombelle située aux nos 4 et 6 a été construite en 1909 dans le style Art nouveau et possède un sgraffite et des sculptures de ce style[1].
- la maison sise au no 16 (angle avec la rue Capitaine) relève du style éclectique teinté d'Art nouveau et a été réalisée en 1905 d'après les plans de l'architecte E. Miller[2].

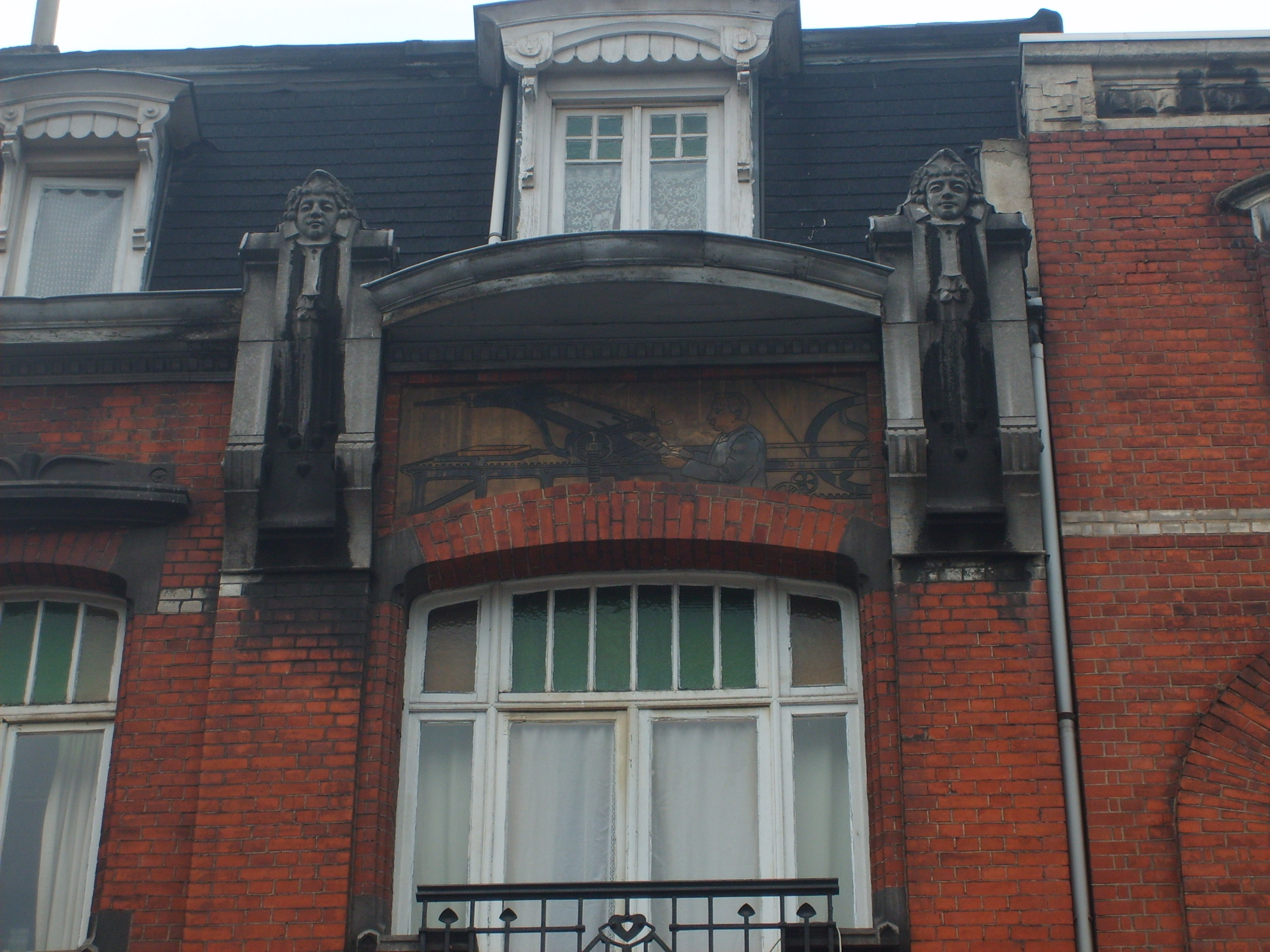
Le sgraffite "L'imprimeur" de la maison Corombelle

## Voiries adjacentes
- Chaussée des Prés
- Rue Capitaine
- Boulevard Saucy